# Magic: The Gathering
Magic: the Gathering, MTG ou simplesmente Magic, é um jogo de cartas colecionáveis (TCG, Trading Card Game) criado por Richard Garfield, no qual os jogadores utilizam um baralho de cartas construído de acordo com o seu modo individual de jogo para tentar vencer o baralho adversário. Em 2003, na comemoração do aniversário de 10 anos de lançamento do Magic, a revista Games selecionou-o para o seu Hall da Fama. Criado em 1993, Magic foi o primeiro TCG produzido e continuado até hoje, quando conta com aproximadamente 12 milhões de jogadores ao redor do mundo.

## O Jogo

### O Básico
Magic é um jogo de cartas de estratégia baseado em turnos, ou seja, cada jogador tem sua vez e, ao passar, o outro jogador tem sua vez e assim sucessivamente.
Cada jogador deve ter um deck (Grimório) com qualquer número de cartas (mínimo 60 cartas, mas especialistas aconselham 60 cartas exatamente) e 20 pontos de vida. Tais regras podem variar de acordo com o formato. Por exemplo, no Commander, é preciso um baralho com exatos 100 cards, e os jogadores têm 40 pontos de vida, ao invés de 20.
O objetivo é derrotar o oponente. Para isso, existem 4 ocasiões em que se pode declarar um jogador derrotado:
1. Quando os pontos de vida do jogador chegar a 0;
2. Quando um jogador for comprar uma carta e não tiver mais cartas em seu deck (Deck-Over);
3. Quando um efeito de uma carta disser que um jogador ganha o jogo, ou que o jogador perde o jogo;
4. Quando um jogador tiver 10 ou mais marcadores de veneno.

No formato Commander ou EDH, existe uma regra extra para um jogador ser derrotado:
1. Quando um jogador tiver 21 pontos de dano de combate de um único comandante.

### Os Tipos de Cartas

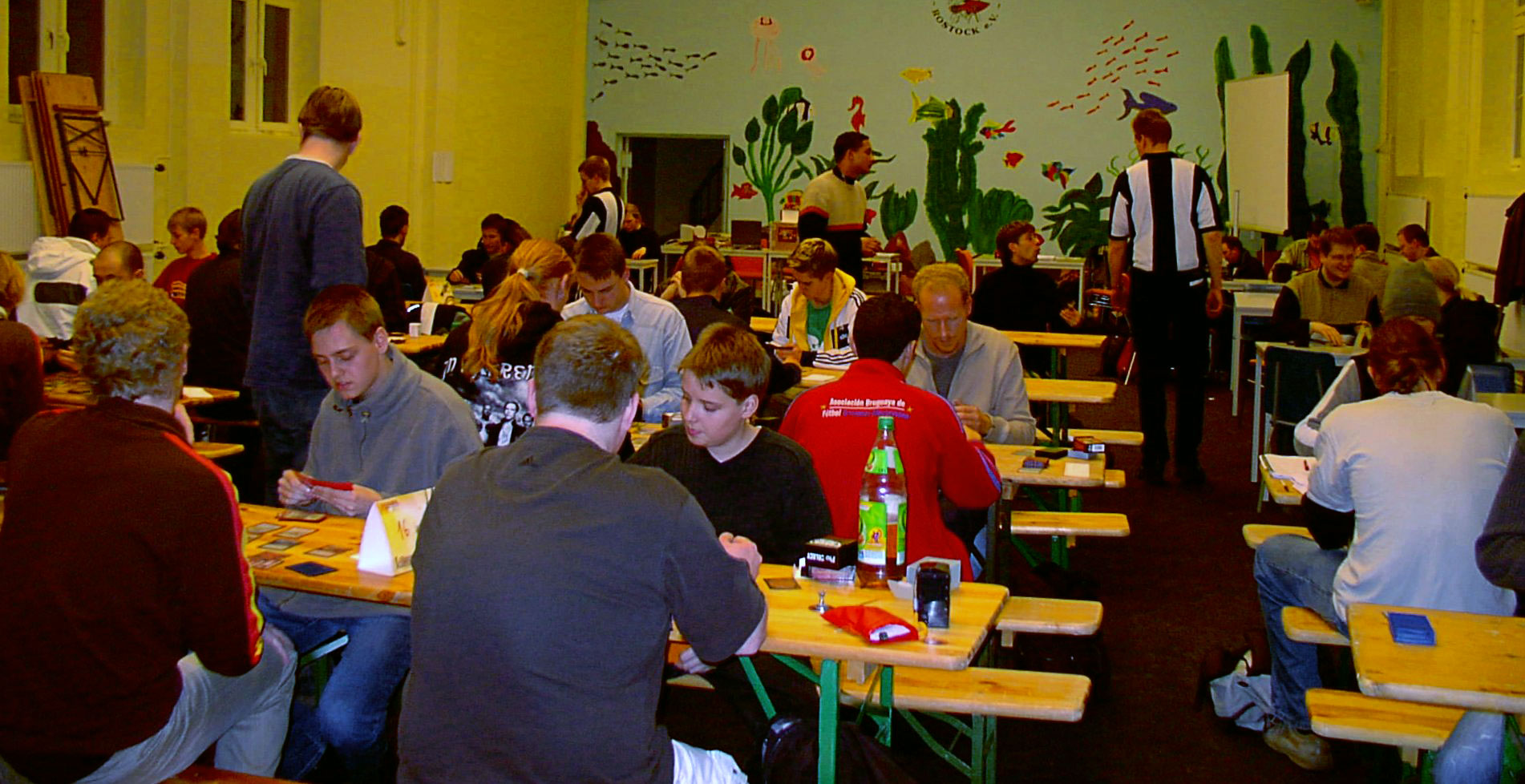
Jogadores participando de um torneio

No Magic temos 2 "Grandes tipos" de cartas: Permanentes e Não-permanentes.
- As Permanentes são as cartas que, após serem usadas, permanecerão em jogo, ou seja, elas não serão descartadas. Os tipos de Permanentes são: Artefato, Criatura, Terreno, Encantamento , Batalha e Planinauta (Planeswalker).
- As Não-permanentes são cartas que, após o seu uso, são enviadas ao Cemitério, ou seja, não permanecem em jogo após seu uso. Os tipos de Não-permanentes são: Mágica Instantânea e Feitiço.

#### Cartas banidas ou restritas
Cartas banidas são cartas proibidas em torneios oficiais. Cartas restritas são limitadas a apenas uma cópia no baralho. Periodicamente algumas cartas são retiradas ou incluídas na lista a fim de evitar que certas habilidades ou combos sejam abusados em torneios.
- Standard: 
  - Banidas: Linha de Força da Ressonância (Somente no MTG Arena no formato melhor de 1)

- Modern
  - Amped Raptor
  - Ancient Den
  - Arcum's Astrolabe
  - Birthing Pod
  - Blazing Shoal
  - Bridge From Below
  - Chrome Mox
  - Cloudpost
  - Dark Depths
  - Deathrite Shaman
  - Dig Through Time
  - Dread Return
  - Eye of Ugin
  - Field of the Dead
  - Fury
  - Gitaxian Probe
  - Glimpse of Nature
  - Golgari Grave-Troll
  - Great Furnace
  - Grief
  - Hogaak, Arisen Necropolis
  - Hypergenesis
  - Jegantha, the Wellspring
  - Krark-Clan Ironworks
  - Lurrus of the Dream-Den
  - Mental Misstep
  - Mycosynth Lattice
  - Mystic Sanctuary
  - Nadu, Winged Wisdom
  - Oko, Thief of Crowns
  - Once Upon a Time
  - Ponder
  - Punishing Fire
  - Rite of Flame
  - Seat of the Synod
  - Second Sunrise
  - Seething Song
  - Sensei's Divining Top
  - Simian Spirit Guide
  - Skullclamp
  - Summer Bloom
  - The One Ring
  - Tibalt's Trickery
  - Treasure Cruise
  - Tree of Tales
  - Umezawa's Jitte
  - Underworld Breach
  - Up the Beanstalk
  - Uro, Titan of Nature's Wrath
  - Vault of Whispers
  - Violent Outburst
  - Yorion, Sky Nomad
- Vintage:
  - Banidas: Qualquer carta que tenha a palavra "ante", Qualquer carta com o tipo Conspiracy, Chaos Orb, Falling Star e Shahrazad.
- Commander:
- Legacy:
  -     - Ancestral Recall
    - Arcum's Astrolabe
    - Balance
    - Bazaar of Baghdad
    - Black Lotus
    - Channel
    - Chaos Orb
    - Deathrite Shaman
    - Demonic Consultation
    - Demonic Tutor
    - Dig Through Time
    - Dreadhorde Arcanist
    - Earthcraft
    - Expressive Iteration
    - Falling Star
    - Fastbond
    - Flash
    - Frantic Search
    - Gitaxian Probe
    - Goblin Recruiter
    - Grief
    - Gush
    - Hermit Druid
    - Imperial Seal
    - Library of Alexandria
    - Lurrus of the Dream-Den
    - Mana Crypt
    - Mana Drain
    - Mana Vault
    - Memory Jar
    - Mental Misstep
    - Mind Twist
    - Mishra’s Workshop
    - Mox Emerald
    - Mox Jet
    - Mox Pearl
    - Mox Ruby
    - Mox Sapphire
    - Mystical Tutor
    - Necropotence
    - Oath of Druids
    - Oko, Thief of Crowns
    - Psychic Frog
    - Ragavan, Nimble Pilferer
    - Sensei's Divining Top
    - Shahrazad
    - Skullclamp
    - Sol Ring
    - Sowing Mycospawn
    - Strip Mine
    - Survival of the Fittest
    - Time Vault
    - Time Walk
    - Timetwister
    - Tinker
    - Tolarian Academy
    - Treasure Cruise
    - Troll of Khazad-dûm
    - Underworld Breach
    - Vampiric Tutor
    - Vexing Bauble
    - Wheel of Fortune
    - White Plume Adventurer
    - Windfall
    - Wrenn and Six
    - Yawgmoth's Bargain
    - Yawgmoth's Will
    - Zirda, the Dawnwaker

### As Áreas
Durante um jogo de Magic existem determinadas zonas e cada uma tem um objetivo específico:
- Grimório ou deck: É o local onde ficam as cartas que você irá "comprar" durante o jogo.
- Campo ou battlefield: É onde as permanentes ficam.
- Cemitério: É para onde as permanentes destruídas e as não-permanentes vão.
- Mão ou hand: São as cartas que você atualmente pode jogar pagando seus respectivos custos de Mana. Sua "Mão" deve sempre estar oculta para seu adversário (a não ser que uma carta diga o contrário), e você pode ter no máximo 7 cartas na mão (a não ser que uma carta diga o contrário) ao final do seu turno. Você deve descartar (enviar para o cemitério) o excedente de cartas. As cartas que irão para o cemitério dessa maneira ficam à escolha do jogador.
- Pilha ou stack: É uma zona não física, onde as mágicas usadas são "empilhadas" e resolvidas, na ordem de que a última a ser jogada é a primeira a ser resolvida.
- Exílio: É como um cemitério, a diferença é que as cartas que são exiladas não poderão ser devolvidas para o jogo (a não ser que uma carta diga o contrário), diferente das cartas no cemitério que apesar de não estarem sendo usadas ainda estão em jogo.
- Zona de Comando: No formato Commander ou EDH, essa é a área fora de jogo que fica o seu comandante, até você pagar o seu custo de mana e colocá-lo em jogo.

## As Cinco Cores
No Magic, as cartas existem em cinco cores distintas: Branco, Azul, Preto, Vermelho e Verde. Existem ainda cartas incolores (artefatos e terrenos), assim como multicoloridas que são as cartas que têm mais de uma identidade de cor.

### Branco
A mana Branca retira o seu poder das planícies, cuja teoria segue rigidamente. Representa a ordem, a justiça, proteção, a cura, a luz e a lei. No jogo, a cor branca apresenta-se como o equilíbrio, por possuir muitos recursos, muitos deles encontrados nas outras cores. Tem como sua grande fraqueza a quase completa falta de compras de cartas efetiva, o que a pode enfraquecer sem uma boa combinação com outras cores. Pode-se encontrar grandes criaturas e cartas com efeitos de controle, por exemplo, sendo a cor onde as mais poderosas remoções de campo se localiza. No entanto, esta é a cor típica onde também encontra-se cartas de proteção, prevenção e também ganho de vida.

### Azul
A mana Azul retira o seu poder das ilhas e representa o controle dos elementos da água e do vento, o conhecimento, a ilusão e a astúcia. É também a magia do embuste, da enganação e da trapaça. A mana azul é conhecida como 'a cor de controle'.
A sua mecânica de controle passa pela permissão e manipulação, ou seja, pela capacidade de permitir ou não as jogadas do adversário. Azul é ainda a cor com mais capacidade de comprar cartas, retornar permanentes em jogo para a mão do seu dono, "millar" (enviar cartas diretamente do baralho para o cemitério) o adversário e tomar controle de permanentes do oponente.
Seu ponto fraco é a dificuldade para lidar com permanentes que já foram jogadas, não tendo forma de as destruir diretamente, podendo no entanto retorná-las a mão do seu dono, que é a sua única forma de remoção de campo efetiva.
As cartas dessa cor também são conhecidas pela capacidade que possuem de tomar o controle da partida, chegando ao ponto de fazer pressões psicológicas ao oponente. Normalmente, baralhos azuis conseguem apenas chegar ao seu objetivo muitos turnos após o início do jogo, por isso é uma cor de paciência e estratégia.

### Preto
A mana Preta retira o seu poder dos pântanos, representa as trevas, a cobiça, a morte, a ambição desmedida e a busca pelo poder a qualquer preço. A cor preta tem a maior seleção de cartas dedicadas à destruição de criaturas do jogo. É também a cor típica de descarte e a capacidade de reutilizar criaturas no cemitério.
O jogador preto não olha os meios para atingir os seus fins, pelo que muitas das suas cartas mais poderosas exigem um sacrifício de vida ou de criaturas por parte do próprio. É uma cor autodestrutiva que procura apenas destruir o adversário ligeiramente mais depressa que a si mesma. A magia negra é muito poderosa, tendo em um de seus pontos fortes criaturas com a habilidade de "amedrontar", criaturas tão horrendas, que somente criaturas negras podem confrontar diretamente com elas. Tome muito cuidado ao manipular a magia preta, pois apesar de destruir seus oponentes muito rápido, ela pode destruir igualmente a mão que a manipula.

### Vermelho
A mana Vermelha retira o seu poder das montanhas. Representa o fogo, a destruição, a impulsividade, a paixão, a liberdade e o caos. A cor vermelha é a mais rica em dano direto, na destruição de terrenos e artefatos e em criaturas que tem a habilidade de "ímpeto", e não sofrem o "enjoo de invocação", podendo atacar no mesmo turno em que são invocadas. O vermelho é a cor mais agressiva por natureza. Procura ganhar através da velocidade do seu ataque. A sua capacidade de se defender é como tal praticamente inexistente. É considerada a magia do mago impetuoso: sem pensar, sem medir, sem tempo de pena. Pode se dizer como se fosse o fogo queimando e consumindo seu oponente rapidamente a cada turno. A magia vermelha é simples: basta apenas gerar mana e mandar dano direto. Um bom exemplo são mágicas vermelhas que usam apenas uma mana para serem conjuradas e em seguida usam "X", sendo "X" o número de dano que o mago vai causar em seu oponente, ou seja, o mago usa uma mana para conjurar a magia e a quantidade de mana que ele puder, sendo essa quantidade o número de dano direto ao oponente.

### Verde
A mana Verde retira o seu poder das florestas. Representa a natureza, a vida, o crescimento e a força bruta. Entre as cartas verdes encontram-se a maioria dos aceleradores de mana, assim como conectores para criar mana de outras cores, criaturas com grande poder e a habilidade de deixar suas criaturas mais fortes. Geralmente, a magia verde é usada por magos, que visa o poder da força que cresce a cada instante. O deck verde é considerado também como o deck dos "esmaga crânios", criaturas monstruosas e gigantescas, que crescem a cada turno. Com extrema habilidade, o mago verde faz com que suas pequenas criaturas se tornem verdadeiros gigantes, uma magia um pouco lenta no começo, mas que se torna forte a medida em que a batalha se desenvolve. Força bruta é a base desse deck. Na magia verde, a estratégia quase sempre se resume a esmagar seus oponentes como se fossem nada.

## Planeswalkers
Em Magic: The Gathering, cada jogador interpreta o papel de um planeswalker anônimo. Planeswalkers são poderosos magos capazes de viajar através dos planos da existência. Há uma infinidade de mundos no Multiverso, e os planeswalkers são os únicos capazes de transitar entre eles, expandindo seu conhecimento e poder através das experiências que lá vivenciam.

### A centelha: um em um milhão
Um entre um milhão de seres conscientes nasce com “a centelha”, a essência inefável que faz com que um indivíduo seja capaz de se tornar um planeswalker. Dentre aqueles nascidos com “a centelha”, poucos “acendem” sua centelha, que lhes permite atingir seu potencial e viajar entre os planos. A maioria dos planeswalkers tem sua centelha acesa devido a uma grande crise ou trauma, mas cada despertar é diferente. Uma experiência que leva um indivíduo à beira da morte pode acender uma centelha de planeswalker, assim como um evento radical na vida ou um êxtase mediúnico que revela ao mago alguma verdade transcendental. As histórias são tantas quantos são os planeswalkers.

### As Eternidades Cegas
“Eternidades Cegas” é um termo poético usado para definir o espaço entre os planos. É um lugar caótico que desafia as leis da lógica e cuja semi-existência é formada por um potencial bruto chamado Éter. Somente os planeswalkers podem sobreviver neste meio, e apenas por um curto período de tempo. Os seres mortais sem a centelha de planeswalkers são rapidamente destruídos pela entropia bruta e pelo mana incontido que inundam as Eternidades Cegas.

### A vida de umPlaneswalker
Depois que a centelha de um planeswalker é acesa, ele tem o poder de dedicar sua vida a uma missão pessoal, seja essa qual for. A vida de um planeswalker é voltada para a exploração do Multiverso, a descoberta de estranhos segredos e experiências e o mergulho nas profundezas de sua alma mística. A vida de um planeswalker é uma vida de escolha e auto-determinação, sem as restrições do mundo ou do destino. Com a liberdade de viajar e o poder da magia, cada planeswalker tem o poder de gravar seu nome na face da história.

### Planeswalkersconhecidos

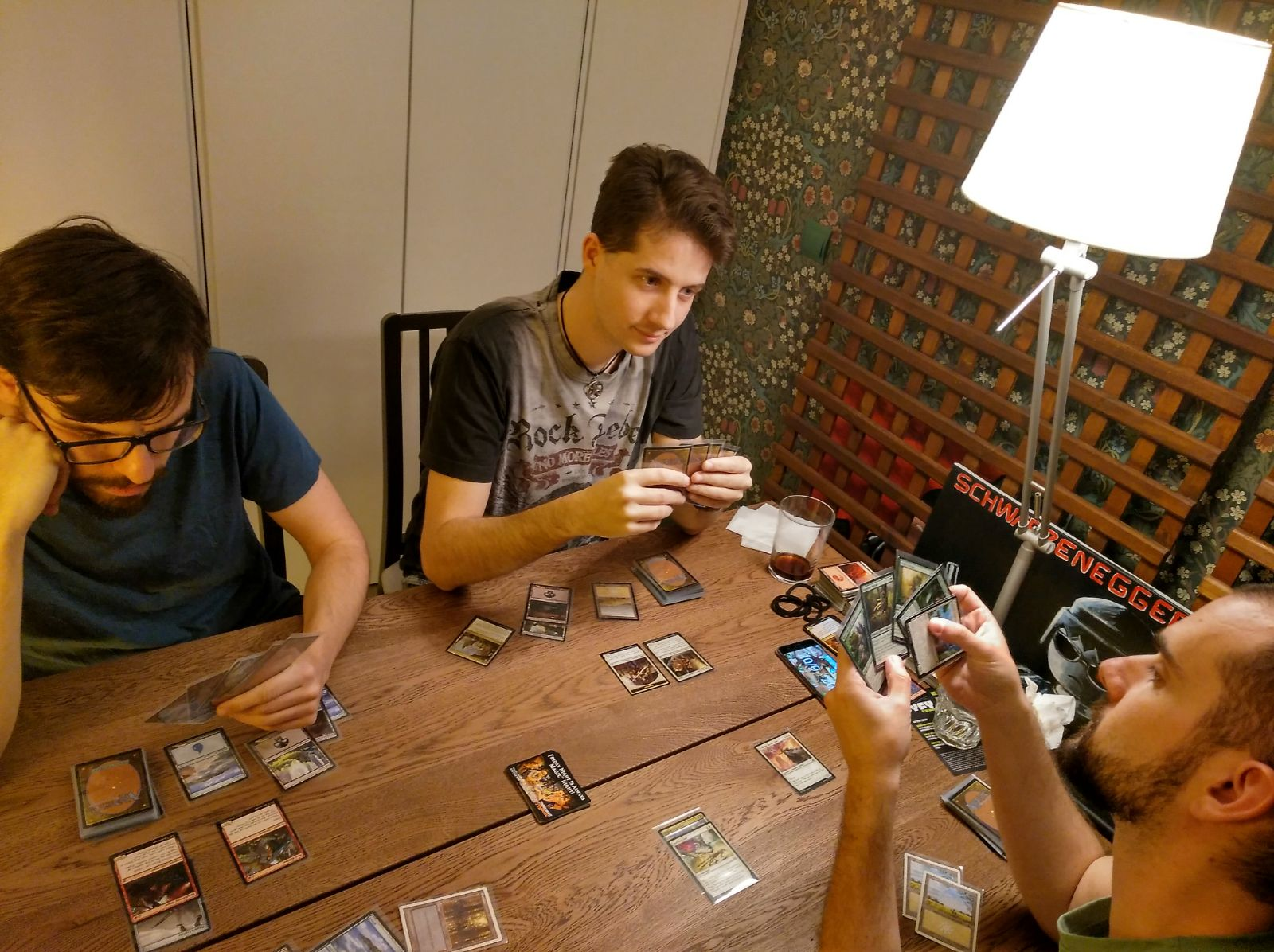
Um grupo de jogadores competindo no modo "draft" no qual, com novos envelopes, improvisam os decks antes do jogo

- Ajani Juba D'ouro, Angrath, Arlinn Kord, Ashiok, Chandra Nalaar, Dack Faden, Daretti, Domri Rade, Dovin Baan, Elspeth Tirel, Freyalise, Garruk Falabravo, Gideon Jura, Huatli, Jace Beleren, Jaya Ballard, Jiang Yanggu, Karn, Kaya, Kiora, Koth, Liliana Vess, Mu Yanling, Nahiri, Narset, Nicol Bolas, Nissa Revane, Ob Nixilis, Ral Zarek, Saheeli Rai, Samut, Sarkhan Vol, Sorin Markov, Tamiyo, Teferi, Tezzeret, Tibalt, Ugin, Urza, Venser, Vivien Reid, Vraska, Xenagos.[6]

## Tipos de Decks
Existem 3 estratégias básicas exploradas no jogo:
- Decks Agressivos: que pretendem causar tanto dano quanto possível o mais depressa possível.
- Decks de Controle: que pretendem impedir ou atrasar o jogo do adversário a lentamente obter a vitória.
- Decks de Combo: que pretendem explorar uma combinação de cartas em particular que tenha um efeito desvastador que assegure a vitória.

Todas as 'variantes intermédias' são no entanto possíveis, existindo baralhos aggro-control, assim como baralhos de controle que utilizam um combo como forma de ganhar o jogo.
Também as 5 cores podem ser misturadas de inúmeras formas, de forma a obter o baralho que se pretende, usando-se como referência o Bloco de Expansão Ravnica.
| Cores             | Guilda   |
| ----------------- | -------- |
| Branco e Vermelho | Boros    |
| Branco e Verde    | Selesnya |
| Branco e Azul     | Azorius  |
| Branco e Preto    | Orzhov   |
| Vermelho e Verde  | Gruul    |
| Vermelho e Azul   | Izzet    |
| Vermelho e Preto  | Rakdos   |
| Verde e Azul      | Simic    |
| Verde e Preto     | Golgari  |
| Azul e Preto      | Dimir    |

Usando como base as Expansões Fragmentos de Alara e Clãs de Tarkir, surgiram nomenclaturas para junções de três cores. Em Fragmentos de Alara, junta-se cada cor com suas duas outras aliadas e, em Clãs de Tarkir,  junta-se cada cor com uma de suas inimigas e esta segunda com uma outra cor rival:
| Cor Primária | Cores Aliadas/Inimigas | Nome do Fragmento |
| ------------ | ---------------------- | ----------------- |
| Branco       | Verde e Azul           | Bant              |
| Azul         | Branco e Preto         | Esper             |
| Preto        | Azul e Vermelho        | Grixis            |
| Vermelho     | Verde e Preto          | Jund              |
| Verde        | Vermelho e Branco      | Naya              |
| Branco       | Preto e Verde          | Abzan             |
| Azul         | Vermelho e Branco      | Jeskai            |
| Preto        | Verde e Azul           | Sultai            |
| Vermelho     | Branco e Preto         | Mardu             |
| Verde        | Azul e Vermelho        | Temur             |

## Expansões
A Wizards of the Coast lança basicamente uma coleção básica (Core Set) por ano, atualmente são Origens, geralmente entre o mês de abril e julho. Também lançam blocos, começando com a primeira expansão de cada bloco sendo oficialmente lançada geralmente em fevereiro, cada bloco tem geralmente 3 expansões. Atualmente são 52 expansões agrupadas em 18 Blocos

## Torneios e formatos
Existem vários tipos de torneios sendo os principais, controlados pela DCI (Magic: The Gathering):

### Constructed (ou construído)
Nestes tipos de torneio, você deve competir com seu próprio deck, que deve estar montado antes do início do campeonato. Cada "deck" deve ter no mínimo 60 cartas. São torneios "Constructed" os seguintes formatos:
- Standard (ou Padrão ou ainda T2, antigo Tipo 2): São permitidos os dois últimos blocos e a última edição básica lançada. Atualmente, o Standard é constituído por todas as cartas pertencentes a:
- Block Constructed (ou Construído em bloco): São permitidas somente cartas de um bloco, ou seja, sua coleção principal e as duas coleções menores. Os torneios desse tipo, em geral, são realizados apenas no lançamento do bloco.
- Extended (ou Estendido):  Formato descontinuado onde eram permitidas todas as edições básicas e expansões dos últimos 4 anos.
- Modern (ou Moderno): São permitidas todas as expansões a partir da oitava edição e há uma lista própria de cartas banidas.[7]

### Eternal (ou Eterno)
Semelhantes aos torneios Constructed, a diferença é que nestes formatos eles jamais se rotacionam, ou seja, uma expansão que pertença a um formato eterno jamais deixa de estar nele. Também pedem decks com um mínimo de 60 cartas. São torneios Eternal os seguintes formatos:
- Vintage: O mais velho de todos os formatos, também conhecido como Tipo 1. São permitidas todas as expansões e edições válidas em torneios, exceção feita a uma lista de cartas banidas, cartas de apostas ("ante cards"), cartas que exigem destreza manual (Chaos Orb, Falling Star), algumas cartas promocionais e cartas de decks de campeões. Além desta lista de cartas banidas, há uma lista de cartas restritas (você pode usar apenas uma em seu deck), que são consideradas muito fortes e que poderiam deixar o ambiente com 2 ou 3 decks, muitas dessas são bastante conhecidas e as melhores são chamadas de P9 (Power Nine).
- Legacy (ou legado): São permitidas todas as expansões ditas anteriormente no formato Vintage, com uma lista de cartas banidas, e sem cartas restritas. Até 20 de Setembro de 2004, todas as cartas restritas em Vintage eram banidas em Legacy. Atualmente há uma lista de banimentos própria (por exemplo Mox do Cromo é restrita no Vintage mas não banida no Legacy).

### Limited (ou limitado)
Nesses tipos de torneios os jogadores recebem dos organizadores decks e/ou boosters (pacotes de cartas aleatórias) e devem montar um deck para o torneio num tempo limitado, com as cartas disponíveis. Estes decks devem ter no mínimo 40 cartas. São torneios Limited os seguintes formatos:
- Booster Draft: Oito jogadores sentam-se em uma mesa, onde cada um abre um booster, escolhe uma carta, e passa o restante para o jogador do lado, até todos pegarem 15 cartas. Depois, repete-se o movimento com outros dois boosters. Então, os jogadores montam um deck com as 45 cartas obtidas.
- Rochester Draft: Dessa vez, oito jogadores sentam-se em uma mesa, onde um booster é aberto e colocado à frente de todos na mesa. Cada jogador até o oitavo então escolhe uma carta, quando o oitavo pega uma segunda carta, e o processo volta até o segundo jogador. O processo é repetido 23 vezes, quando então os jogadores montam um deck com as 45 cartas obtidas.
- Sealed Deck: O mais simples de todos formatos Limited, cada jogador recebe um deck e dois boosters de uma mesma ou diferentes coleções e monta um deck com as 105 cartas obtidas.

### Multiplayer
- Two-Headed Giant ou 2HG: É um formato recentemente sancionado pelo DCI (Magic: The Gathering), em que duas equipes de dois jogadores se opõem partilhando o turno e a vida, que há um tempo atrás seria 40 pontos, mas com as novas regras hoje em dia, são 30 pontos de vida, e os jogadores montam seus baralhos com apenas 4 copias de cada carta para os dois.[8][9]

### Casuais
- Prismatic: É um formato pouco jogado em torneios, cujas regras são: um deck de pelo menos 250 cartas com pelo menos 20 cartas de cada cor. As cartas multicoloridas ou duplas contam como de uma das cores da carta apenas.
- Singleton: É um formato casual, não jogado em torneios. A única regra é que cada carta só pode ter uma cópia no deck (exceto terrenos básicos).
- Peasant: Os jogadores só podem usar cartas comuns na construção dos seus decks e mais 5 cartas incomuns.
- Pauper: Os jogadores só podem usar cartas comuns na construção dos seus decks.
- Commander (também conhecido com EDH - Elder Dragon Highlander): Formato tipicamente casual onde, com exceção de terrenos básicos, usa-se apenas uma cópia de cada carta no deck, sendo necessárias 99 cartas no deck e zero em sideboard (salvo variações e regras da casa). A centésima carta é um comandante (ou general) que é uma carta de criatura lendária (ou alguns planinautas específicos) que da a identidade de cores do deck. O deck somente pode conter cartas das cores do comandante.
- Pauper - Commander : Variação do Commander, com as mesmas restrições de identidade de cor e das 99 cartas serem únicas (com exceção dos terrenos básicos), contudo o comandante necessita ser uma criatura incomum (lendária ou não) e todas as outras cartas do deck necessitam serem da raridade comum. Neste formato o dano de comandante é 16 e a vida inicial de cada jogador é 30.
- Highlander: Formato parecido com o Commander, porém sem as regras relacionadas ao comandante.

### Pro Tour
Pro Tour (PT) é uma das maiores formas de jogo competitivo para o Magic: The Gathering. É constituída por uma série de torneios de pagamento realizado em todo o mundo, cada um exigindo um convite para participar. Todos os prêmios PT um total de $ 230.000 em prêmios, com $ 40.000 para o vencedor. O segundo colocado também recebe Pontos no ranking Pro Tour.
O Ranking no Top 8 do Pro Tour é considerada a realização ideal dos jogadores mais competitivos Magic.Os jogadores profissionais são frequentemente comparados com o número de Pro Tour - Top 8 que acabam fazendo ao longo da sua carreira.
Já no Brasil, o Pro Tour não ocorre. O Campeonato Brasileiro (que era o Pro Tour) foi disputado em 3 oportunidades (todas elas na casa de show Canecão - RJ), foram elas:
- Em 1997, o Campeão foi o Capixaba Fabio Renato Costa de 19 anos que utilizou um Deck Branco de "Infinite Life".
- Em 1998, o Campeão foi o Carioca Alexandre Moreira de 16 anos que utilizou um Deck Azul de "Control Creature + Counter".
- Em 1999, o paulista Túlio Dias se sagrou campeão mas teve o seu título caçado pois foi apresentada a direção do evento uma gravação onde durante 2 vezes o jogador comprou 2 cartas a mais na hora da compra no início do seu turno.

O mais próximo que ocorre desses campeonatos na atualidade são os FNMs que acumulam pontuação para "Pro Tour" internacional.

## Lista de cartas banidas e/ou restritas
Cartas banidas são cartas que estão proibidas de se jogar nos torneios. Cartas restritas são limitadas a uma cópia no deck. Periodicamente algumas cartas são retiradas e outras incluídas na lista a fim de evitar que estratégias fortes demais dominem os torneios.

## História dos blocos
Ao longo dos anos, o jogo de cartas colecionáveis foi adquirindo uma densa e intrincada trama de histórias que versam sobre as cartas lançadas nas várias edições e expansões.
Basicamente, a história se inicia há milhares de anos, com um planinauta nomeado Feroz em um plano conhecido como as Terras Natais. Logo antes da chegada dele, o mundo tinha sido um plano bonito e sustentável, semelhante a Dominaria, cuja tripulacão da "Bons Ventos" que depois da fuga do plano de Rath, onde se travaram diversas batalhas entre os aliados de Gerrard o Capacheno ocupante  da tripulação e comandante Greven in-vec e Volrath o caído inimigos de Gerrard. Entretanto a tripulação foi dar a Dominaria, onde se travou a batalha de Mercádia onde o exercito de Cho-Arrim e saprazzan conquistaram aos mercenários Cateran aliados dos Phyrexianos! Porém,Feroz quando ele chegou viu que as Terras Natais tinham sido saqueadas por uma série de cataclismos conhecida como as Guerras dos Feiticeiros. Só um oásis de ilha pequeno, negligenciado nas conflagrações, ainda sobreviveu. Aqui Feroz conheceu outro planinauta - Serra. Os dois se casaram e tiveram a intenção de consertar o plano estragado.
Feroz montou uma proteção mágica, a Proibição de Feroz, um escudo que protegeria as Terras Natais de outros planinautas e esperançosamente preveniria uma repetição das Guerras dos Feiticeiros. Porém, enquanto criando a proibição mágica, Feroz morreu, e Serra, completamente entristecida com o morte de seu amante, deixou o plano. Anos depois da morte de Feroz, a proteção mágica que ele criou estava enfraquecendo, e as civilizações das Terras Natais estão em guerra um com outro. Para piorar, um vampiro poderoso nomeou-se o Barão Sengir e está usando o clima político tumultuoso para a vantagem dele e construindo um império pequeno para sí. Com todos que ele caça acabam fazendo parte de sua família, lentamente a companhia dele cresce como ele compete para controle de total do plano.
Foi publicado Eldritch Moon, continuação de Shadows Over Innistrad. Os enredos podem ser acompanhados nos links a seguir;
- Eldritch Moon - (Lançamento 16 de julho de 2016):

| Data               | Texto Original                                                                           |
| ------------------ | ---------------------------------------------------------------------------------------- |
| 2 de julho de 2016 | http://magic.wizards.com/en/articles/archive/magic-story/innistrads-last-hope-2016-06-29 |
| 9 de julho de 2016 | http://magic.wizards.com/en/articles/archive/magic-story/campaign-vengeance-2016-07-06   |

- Shadows Over Innistrad - (Lançamento 2 de Abril de 2016):

| Data               | Português          | Original            |
| ------------------ | ------------------ | ------------------- |
| 5 de março de 2016 | Sob a Lua Prateada | Under a Silver Moon |

- Oath of the Gatewacth - (Lançamento  2ª Semestre de 2015)
- Battle of Zendikar - (Lançamento 2 de Abril de 2016):

| Data                 | Original                                                                                   |
| -------------------- | ------------------------------------------------------------------------------------------ |
| 23 de julho de 2015  | http://magic.wizards.com/en/articles/archive/uncharted-realms/limits-2015-07-15            |
| 28 de julho de 2015  | http://magic.wizards.com/en/articles/archive/uncharted-realms/catching-2015-07-22          |
| 4 de agosto de 2015  | http://magic.wizards.com/en/articles/archive/uncharted-realms/unkindness-ravens-2015-07-29 |
| 11 de agosto de 2015 | http://magic.wizards.com/en/articles/archive/uncharted-realms/offers-fire-2015-08-05       |
| 18 de agosto de 2015 | http://magic.wizards.com/en/articles/archive/uncharted-realms/zendikar-2015-08-12          |

## Magic Online
Existem programas para jogar magic de forma online. Magic: The Gathering Online é uma alternativa oferecida pela Wizards of the Coast para os jogadores, um mundo virtual onde os jogadores podem trocar, comprar e vender cartas com dinheiro vivo, com as cartas existindo apenas no mundo virtual. É atualmente uma alternativa bastante completa em relação ao jogo jogado cara a cara.
Inúmeros jogadores de Pro-Tour e de Campeonatos Mundiais dedicam-se também a esta modalidade de Magic The Gathering.
Magic Workstation - Um programa que recria o Magic no seu PC, podendo criar o seu próprio deck de qualquer edição ou expansão. As figuras das cartas podem ser adicionadas separadamente. Apresenta pequenos problemas com cartas muito específicas, como cartas que viram de cabeça para baixo mas tais problemas não são notados se você utilizar as imagens completas dos cards. Possui vários recursos como: jogar moedas, jogar dados de 20 lados entre outros.
Possui também um assistente que permite jogar on-line com pessoas do mundo todo.
O Magic Workstation funciona na verdade como uma mesa virtual, isto é, ele proporciona os cards e os campos para os jogadores mas não conhece as regras nem impede que você aumente o seu total de pontos de vida arbitrariamente, por exemplo.
Em 2018 foi lançado pela Wizards Digital Games Studio, Magic: The Gathering Arena, lançado como sucessor de Magic Online. Possui gráficos e jogabilidade melhorados em relação à versão anterior e é possível participar de campeonatos online nos mais diversos estilos de jogo presentes no jogo da vida real. Esta é a versão digital que mais se aproxima de toda a grandiosidade de possibilidades da versão física do jogo.
- General Collectible Card Game - É um projeto de criar um software de código aberto para suportar todos os jogos de cartas colecionáveis.
- OCTGN - O antigo mtgplay fechou as portas depois que a Wizards entrou com um processo judicial alegando que o mtgplay infringia os seus direitos autorais. Os desenvolvedores voltaram com outro nome e outro programa, ainda muito precário para jogar Magic online.
- Apprentice - é um antigo programa de Magic on-line, uma espécie de precursor do Magic Workstation mas que não funciona em computadores que usam Firewall por receber conexão diretamente. No entanto, fora esse problema, é mais estável.

## O criador
Richard Garfield, designer do jogo, criou outros jogos famosos, como KeyForge, Battletech e Vampire: The Eternal Struggle.

## Representação no cinema
O filme independente checo TAP: Max's game foi lançado online em 2012, sem fins lucrativos, como projeto solo sem vínculo comercial com a Wizards of the Coast ou com a Hasbro.

## No Brasil
Em 1995, a Devir Livraria lançou Magic no Brasil.
Em março de 2017, a 4ª Turma do Tribunal Regional Federal da 3ª Região decidiu que cartas de Magic deveria se equiparar a livros, com isso a Devir Livraria ficaria isenta da cobrança de PIS e COFINS. Esta decisão não foi erga omnes, sem efeito imediato sobre outras importações, tanto que a Coqui Distribuidora não foi isenta da cobrança em decisão de 2019 .
Em fevereiro de 2024, a Wizards of the Coast anunciou que iria descontinuar Dungeons & Dragons e Magic: The Gathering em português.